# Bradley Johnson
Bradley Paul Johnson (* 28. April 1987 in London) ist ein englischer Fußballspieler auf der Position eines Mittelfeldspielers, der beim Drittligisten Milton Keynes Dons unter Vertrag steht.

## Karriere

### Northampton Town und Leeds United
Bradley Johnson debütierte am 7. Dezember 2004 für Cambridge United bei einer 1:2-Heimniederlage gegen Scunthorpe United. Im Mai 2005 wechselte er zum Viertligisten Northampton Town, für den er drei Spiele in der Football League Two bestritt, ehe er für den Rest der Saison auf Leihbasis zum Fünftligisten Ebbsfleet United wechselte. Northampton sicherte sich in der Saison 2005/06 als Vizemeister den Aufstieg in die dritte Liga. Für den Aufsteiger der die Football League One 2006/07 im Tabellenmittelfeld beendete, bestritt er dreißig Ligaspiele und erzielte dabei fünf Tore. Nach erneut guten Leistungen im Verlauf der anschließenden Spielzeit, wechselte der 20-Jährige am 8. Januar 2008 zum Ligarivalen Leeds United. Mit seinem neuen Team verpasst er aufgrund einer Niederlage im Play-off-Finale (0:1 gegen die Doncaster Rovers) der Football League One 2007/08 den Aufstieg in die zweite Liga. Die Saison 2008/09 verbrachte er zeitweise auf Leihbasis bei Brighton & Hove Albion, für den er in zehn Drittligapartien fünf Tore erzielte. Nach seiner Rückkehr nach Leeds zog er mit seinem Team erneut ins Play-off-Finale der Football League One 2008/09 ein, scheiterte jedoch erneut mit 2:3 an Scunthorpe United. In der anschließenden Spielzeit gelang Johnson (36 Spiele/7 Tore) mit seiner Mannschaft als Vizemeister der Aufstieg in die zweite Liga. Mit dem Liganeuling beendete er die Football League Championship 2010/11 als Tabellensiebter und verpasste damit den Einzug in die Play-offs nur knapp.

### Norwich City und Derby County
Am 1. Juli 2011 gab der Erstliga-Aufsteiger Norwich City die Verpflichtung von Johnson bekannt und stattete ihn mit einem Dreijahresvertrag aus. Nach zwei Mittelfeldplatzierungen in der Premier League 2011/12 und 2012/13 stieg Norwich in der Saison 2013/14 nach drei Jahren im englischen Oberhaus wieder in die zweite Liga ab. Auch dank fünfzehn Ligatoren von Johnson zog Norwich als Tabellendritter der Football League Championship 2014/15 in die Play-offs ein und erreichte nach einem Erfolg über Ipswich Town das Finale. Vor 85.656 Zuschauern im Wembley-Stadion gewann City mit 2:0 gegen den FC Middlesbrough und schaffte damit die Rückkehr in die erste Liga.
Anfang September 2015 wechselte Bradley Johnson für eine vereinsinterne Rekordablösesumme von 6 Millionen Pfund zum Zweitligisten Derby County, mit dem er in der Football League Championship 2015/16 als Tabellenfünfter in die Play-offs einzog, dort jedoch vorzeitig an Hull City scheiterte. Auch 2016/17 verpasste er mit Derby als Tabellenneunter den avisierte Aufstieg in die Premier League. 

### Blackburn Rovers und MK Dons
Nach vier Jahren in Derby wechselte er zu den Blackburn Rovers und verbrachte dort drei Spielzeiten in der zweiten englischen Liga. Nachdem sein Vertrag in Blackburn ausgelaufen war, unterschrieb der 35-Jährige im Juli 2022 einen Vertrag beim Drittligisten Milton Keynes Dons.